# Nixe

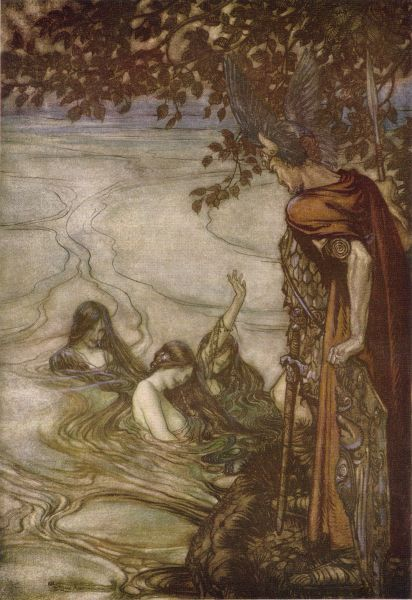
Las doncellas del Rin y Sigfrido, por Arthur Rackham.

Los neck o nixie, en inglés, y en alemán nix, nixe o nyx, son seres fabulosos que habitan en las aguas en varios relatos del folclore europeo. Son espíritus del agua cambia formas, que suelen aparecer en la forma de seres bellos y elegantes, capaces de enamorar a cuanta persona se cruce en su camino.

## Nixies de la mitología germana
Aunque la imagen sugerente, tierna y lujuriosa de las nixes femeninas es el prototipo de la femme fatale, siempre ataviadas con joyas y ropas elegantes, las nixes son en realidad criaturas desdichadas, lo cual las convierte en vengativas y peligrosas. De acuerdo a las historias, la única forma de reconocer a una nixe, es porque los dobladillos de sus vestidos están siempre húmedos.
El folklorista Karl Grün sugiere que: «El que baila con una nixe se da cuenta enseguida que su ropaje es de una tela muy delicada. Estas bailarinas tienen por lo demás unos aires misteriosos y aristocráticos. Dan pruebas de mucho sentimiento; su carácter es tierno y poético, pero noble y orgulloso».
El hábitat de las nixes son las aguas estancadas, sean lagunas o estanques, sin embargo frecuentan los pueblos y se unen con los hombres.
La creencia popular señala que existen nixes masculinos pero nunca son vistos pues son ociosos y no abandonan sus estanques, además de esto son deformes, rencorosos y despreocupados de sus mujeres a quienes suelen maltratar a la menor provocación, esto explica porqué las nixes buscan y seducen a los hombres.
Las lagunas o estanques donde se sepa habitan las nixes son muy peligrosas para bañarse, especialmente durante la Noche de San Juan, en que son derogadas las leyes entre mortales y seres místicos. En cambio en el equinoccio de primavera son seguras y rejuvenecen a quienes se bañen en ellas gracias a las lágrimas de nixes mezcladas en el agua, las cuales otorgan propiedades mágicas.

## Lasnixesde los hermanos Grimm
Una leyenda alemana recogida por los Hermanos Grimm cuenta que en cierto pueblo se reunían cada noche los jóvenes solteros del pueblo para buscar pareja, cierta noche aparecieron tres hermanas vestidas de blanco las cuales además de bellas resultaron ser encantadoras, algunos habían notado en que las tres llevaban húmedo el dobladillo del vestido pero nadie le dio importancia.
Desde la primera noche se ganaron el corazón de los jóvenes del pueblo, su conversación era interesante y bailaban exquisitamente, los jóvenes se disputaban su atención y hacían cuanto podían por ganar sus favores, sin embargo pronto notaron que siempre, a las once en punto de la noche se retiraban sin más explicaciones.
Uno de los muchachos más osados decidió hacer algo al respecto y retrasó el reloj, esa noche como siempre al marcar el reloj las once las tres hermanas se marcharon, pero en realidad eran las doce, ninguno de los muchachos volvieron nunca a ver a las tres hermanas, y según algunos testigos, la mañana siguiente el estanque de las afueras del pueblo amaneció teñido con sangre.